# Über Kunst und Altertum
Über Kunst und Altertum ist eine kunstkritisch und kulturpolitisch ausgerichtete Zeitschrift von Johann Wolfgang von Goethe, erschienen in sechs Bänden zwischen 1816 und 1832. Sie ist dem Spätwerk Goethes und seinen ästhetischen Schriften zuzurechnen und ist gemessen an ihrem Umfang seine wohl aufwändigste Publikation. Die ursprünglich regional ausgerichtete Schrift richtete ihren Fokus zunehmend über die Landesgrenzen hinaus und wurde zu einem Forum internationaler Kunst, zu einer dem Selbstverständnis nach europäischen Kulturzeitschrift. Goethe prägte in ihr den Begriff der Weltliteratur und sah sie auch selbst als Medium, nationenübergreifend künstlerisch und wissenschaftlich zu wirken.
Goethe selbst war Herausgeber und Hauptautor der Zeitschrift; neben ihm waren als Autoren unter anderem seine engen Freunde und Mitarbeiter an der Erstellung der Zeitschrift beteiligt, vor allem die Mitherausgeber Heinrich Meyer, Johann Peter Eckermann und Sulpiz Boisserée. Als Beiträge sind unter dem Titel der Zeitschrift unterschiedlichste poetische und prosaische Textsorten zu finden, von Essays und Rezensionen bis hin zu Briefen und Gedichten. Gemessen am Gesamtwerk Goethes ist die Zeitschrift vergleichsweise wenig beachtet worden. Sie ist jedoch als umfangreichstes Zeugnis der intellektuellen und ästhetischen Grundüberzeugungen ihres Herausgebers und letztlich auch von deren Scheitern an den neuen Idealen der Romantik von großem Wert.

## Geschichte

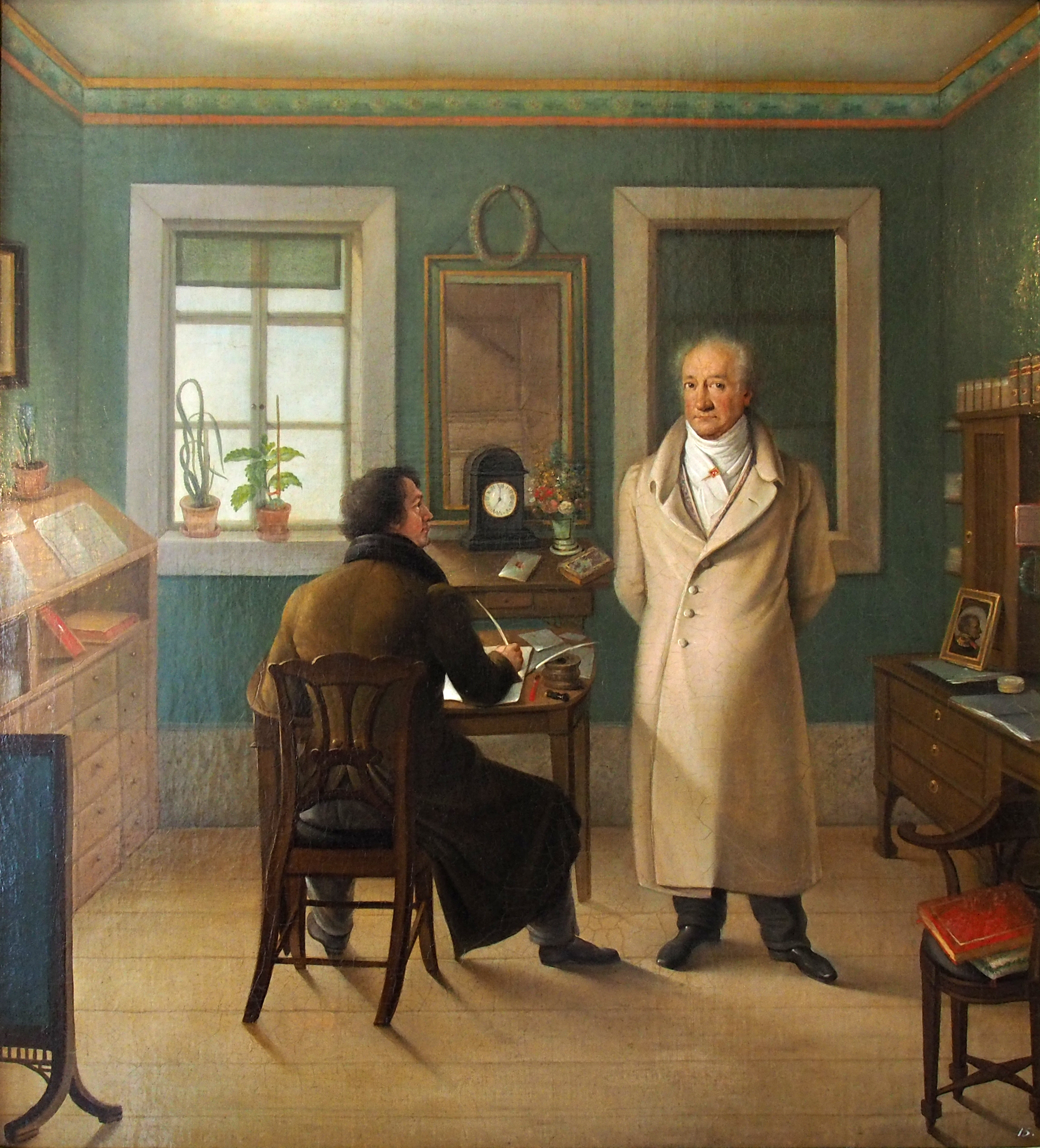
Johann Joseph Schmeller, Goethe seinem Schreiber John diktierend, 1834

Die Zeitschrift als solche war Anfang des 19. Jahrhunderts noch ein junges Medium. Goethe hatte sich jedoch zuvor bereits an richtungsweisenden Periodika beteiligt, vor allem an der Allgemeinen Literatur-Zeitung und an Friedrich Schillers Literaturzeitschrift Die Horen. Ein direkter Vorläufer von Über Kunst und Altertum war die Zeitschrift Propyläen, die Goethe gemeinsam mit Meyer zwischen 1798 und 1800 herausgab.
Der erste Band des zweiten großen Zeitschriftenprojektes von Goethe erschien 1816 und trug noch den vollständigen Titel Ueber Kunſt und Alterthum in den Rhein und Mayn Gegenden. Die folgenden Ausgaben der Zeitschrift erschienen unregelmäßig in insgesamt sechs Bänden zu jeweils drei Heften. Den Entstehungsprozess der Ausgaben hielt Goethe minutiös in seinen Tagebüchern und Briefen fest: Im Allgemeinen diktierte er seine eigenen Beiträge seinen Mitarbeitern Lohn und Schuchardt und revidierte die zu veröffentlichenden Manuskripte anschließend mehrfach. Das letzte Heft des letzten Bandes erschien postum Ende 1832, herausgegeben der Widmung gemäß von den Weimarer Kunstfreunden, einer Chiffre Heinrich Meyers. Zum Zeitpunkt der Drucklegung war jedoch auch Meyer bereits verstorben.

## Inhaltliche Ausrichtung
Goethe setzt sich in Über Kunst und Altertum kritisch mit den ästhetischen Idealen seiner Zeit auseinander, vor allem mit denen der Romantik. Bereits in der parallel zur ersten Ausgabe der Zeitschrift erscheinenden Italienischen Reise hatte sich Goethe erneut programmatisch zum Klassizismus bekannt und damit die Hoffnungen mancher seiner Zeitgenossen auf eine romantische Wende nicht erfüllt. 
In Kunst und Altertum bemühte er sich zwar auch um Vermittlung, rief jedoch besonders mit seinem gemeinsam mit Meyer verfassten Aufsatz über die Neudeutsche religios-patriotische Kunst wiederum den Zorn von Romantikern wie Jacob Grimm hervor, die ihm neben dem polemischen Ton vor allem auch die Lobrede auf Klassizisten wie Heinrich Tischbein vorwarfen. Goethe nutzte die Zeitschrift auch zur nachträglichen Veröffentlichung von Schriften, die er diesbezüglich gemeinsam mit seinem 1805 verstorbenen Kollegen Friedrich Schiller entwickelt hatte; so etwa erschien im sechsten Band 1827 der 1797 entstandene Schriftwechsel Über epische und dramatische Dichtung mit seiner antikisierenden Ästhetik erstmals in gedruckter Form. 
Grundlegender Gedanke der Zeitschrift war der des Weltbürgertums, den Goethe nun um den der Weltliteratur ergänzte. Während er sich mit seiner betont „antiromantischen Propaganda“ zunehmend im Abseits befand, war die Entwicklung des Begriffs der Weltliteratur in einer Zeitschrift charakteristisch für die Epoche, in der zahlreiche neologistische Welt- und Zeit-Komposita wie Weltpolitik, Weltöffentlichkeit, Zeitgeist und Zeitgefühl den verbreiteten Eindruck einer räumlichen und zeitlichen Verdichtung zum Ausdruck bringen.
In mindestens elf Artikeln seiner Zeitschrift referierte Goethe umfangreich aus der zwischen 1824 und 1832 erschienenen französischen Literaturzeitschrift Le Globe, die ihrerseits wiederholt Rezensionen zu seinen Werken veröffentlicht hatte. Die zunehmend breitere konzeptionelle Ausrichtung von Über Kunst und Altertum ist wesentlich auch auf diesen Einfluss zurückzuführen. Vor allem Victor Cousins philosophische Beiträge zu der Zeitschrift schätzte er sehr, zugleich dürfte er sich durch die umfangreiche und positive Aufnahme seiner eigenen Werke durch Le Globe persönlich geschmeichelt gefühlt haben.

## Ausgaben
- Johann Wolfgang von Goethe: Ueber Kunst und Alterthum (in den Rhein und Mayn Gegenden). 6 Bde. Stuttgart: Cottaische Buchhandlung, 1816–1832: Bd. 1, 1816–1818 Digitalisat archive.org/ European Libraries; Bd. 2, 1818–1820 MDZ; Bd. 3, 1821–1823 MDZ; Bd. 4, 1823 MDZ; Bd. 5, 1824 MDZ; Bd. 6, 1827 MDZ.
- Johann Wolfgang von Goethe: Sämtliche Werke. Bibliothek Deutscher Klassiker, Frankfurt am Main 1987ff.

- Bd. 20: Ästhetische Schriften 1816–1820. Über Kunst und Altertum I–II. Hrsg. Hendrik Birus, 1999.
- Bd. 21: Ästhetische Schriften 1821–1824. Über Kunst und Altertum III–IV. Hrsg. Stefan Greif, Andrea Ruhlig, 1998.
- Bd. 22: Ästhetische Schriften 1824–1832. Über Kunst und Altertum V–VI. Hrsg. Anne Bohnenkamp, 1999.